# 島根県道238号江津港線
島根県道238号江津港線（しまねけんどう238ごう ごうつこうせん）は、島根県江津市を通る一般県道である。

## 概要
江津港から国道9号交点に至る。

### 路線データ
- 起点：江津市江津町（江津港）
- 終点：江津市江津町（国道9号交点）

## 歴史
- 1959年（昭和34年）8月7日 - 島根県告示第626号により認定される。
- 1972年（昭和47年）頃 - 現行の県道番号に変更される。

## 地理

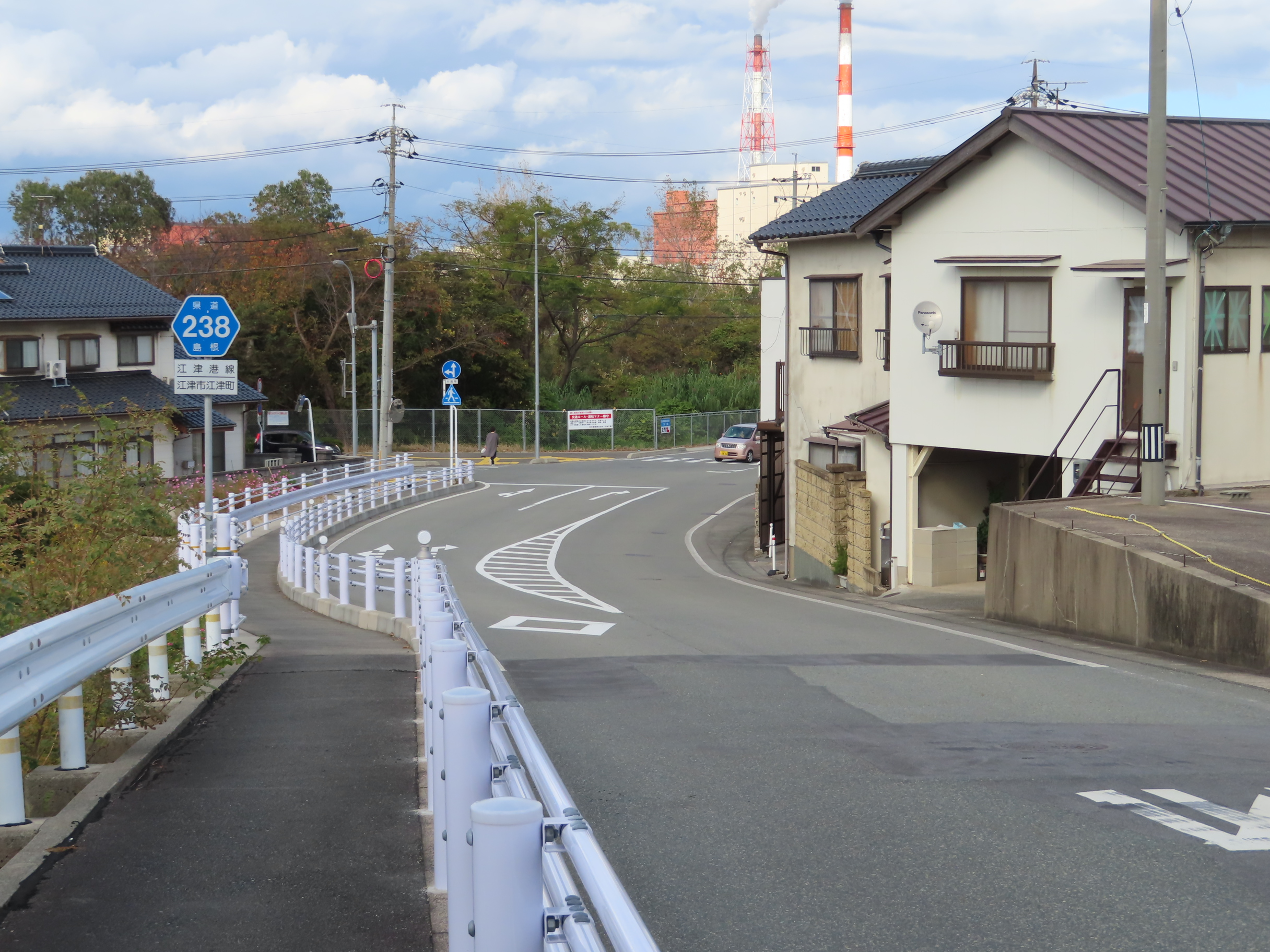
江津市江津町（2022年11月）

### 通過する自治体
- 江津市

### 交差する道路
| 交差する道路           | 交差する場所 | 交差する場所 |
| ---------------------- | ------------ | ------------ |
| 国道9号 国道186号 重複 | 江津町       | 終点         |

### 沿線
- 江津港
- 日本製紙江津事業所
- 島根県立江津工業高等学校
- 江津市総合市民センター（ミルキーウェイホール）
- 江津市役所
- JR西日本山陰本線・三江線 江津駅（終点付近）